# Château de Saint-Geniez de Bertrand
Le château de Saint-Geniez de Bertrand est un château situé à Saint-Georges-de-Luzençon, dans l'Aveyron, en France.

## Historique
L'édifice est inscrit partiellement au titre des monuments historiques par arrêté du 12 juillet 1978.